# Live at Donington (Iron Maiden-album)
A Live at Donington a brit Iron Maiden 1993-ban megjelent koncertlemeze, melyet az EMI adott ki. A felvételeket 1992. augusztus 22-én rögzítették a Monsters of Rock fesztiválon. A rendezvényen az Iron Maiden volt a főzenekar, koncertjükre pedig több, mint 80 ezren voltak kíváncsiak. Az este folyamán Adrian Smith is megjelent a színpadon, hogy közösen adja elő az együttessel a Running Free című számot. A felvételek eredetileg csak korlátozott példányszámú tripla bakelitlemezen jelentek meg, de a duplalemezes CD verzió is csak Brazília, Kanada, Japán, Hollandia, és Olaszország területén vált hozzáférhetővé. A Live at Donington csak az együttes nagylemezeinek 1998-as újrakiadása után vált a világ minden pontján hozzáférhetővé. Az 1998-as újrakiadás új borítót kapott, az eredeti verzión ugyanis csak az együttes logója, valamint a koncert dátuma volt látható. Emellett az újrakiadás multimédiás résszel is gazdagodott.
A koncertet filmre is rögzítették, mely Donington Live 1992 címmel VHS formátumban jelent meg 1993-ban.

## Számlista
A dalokat Steve Harris írta, kivéve ahol jelölve van.

### CD 1
1. Be Quick or Be Dead (Bruce Dickinson, Janick Gers) – 3:53
2. The Number of the Beast – 4:53
3. Wrathchild – 2:54
4. From Here to Eternity – 4:44 *
5. Can I Play with Madness (Dickinson, Adrian Smith, Harris) – 3:33 *
6. Wasting Love (Dickinson, Gers) – 5:36
7. Tailgunner (Dickinson, Harris) – 4:07
8. The Evil That Men Do (Dickinson, Smith, Harris) – 7:51
9. Afraid to Shoot Strangers – 6:59
10. Fear of the Dark – 7:08

### CD 2
1. Bring Your Daughter...to the Slaughter (Dickinson) – 6:12
2. The Clairvoyant – 4:21
3. Heaven Can Wait – 7:20 *
4. Run to the Hills – 4:16 *
5. 2 Minutes to Midnight – 5:42
6. Iron Maiden – 8:14
7. Hallowed Be Thy Name – 7:28
8. The Trooper – 3:53
9. Sanctuary (Paul Di'Anno, Dave Murray, Harris) – 5:18
10. Running Free (Di'Anno, Harris) – 7:56

### 1998-as kiadás

#### CD 1
1. Be Quick or Be Dead (Bruce Dickinson, Janick Gers) – 3:53
2. The Number of the Beast – 4:53
3. Wrathchild – 2:54
4. From Here to Eternity – 4:44 *
5. Can I Play with Madness (Dickinson, Adrian Smith, Harris) – 3:33 *
6. Wasting Love (Dickinson, Gers) – 5:36
7. Tailgunner (Dickinson, Harris) – 4:07
8. The Evil That Men Do (Dickinson, Smith, Harris) – 7:51
9. Afraid to Shoot Strangers – 6:59
10. Fear of the Dark – 7:08
11. Bring Your Daughter...to the Slaughter (Dickinson) – 6:12
12. The Clairvoyant – 4:21
13. Heaven Can Wait – 7:20
14. Run to the Hills – 4:16 *

#### CD 2
1. 2 Minutes to Midnight (Dickinson, Smith) – 5:42
2. Iron Maiden – 8:14
3. Hallowed Be Thy Name – 7:28
4. The Trooper – 3:53
5. Sanctuary (Paul Di'Anno, Dave Murray, Harris) – 5:18
6. Running Free (Di'Anno, Harris) – 7:56

## Közreműködők
- Bruce Dickinson – ének
- Dave Murray – gitár
- Janick Gers – gitár(1-20), vokál(*)
- Steve Harris – basszusgitár, vokál
- Nicko McBrain – dob

és
- Michael Kenney – billentyűs hangszerek
- Adrian Smith – gitár, vokál a Running Free című dalban.